# Эберт, Антон
Антон Эберт (нем. Anton Ebert; 29 июня 1845, Кладрау Богемия Австрийская империя (ныне Кладруби, район Тахов Пльзенского края, Чехия)—16 июня 1896, Вена) — австрийский художник. Известен как своими пейзажами, так и работами в портретной и жанровой живописи.

## Биография
Обучался живописи в Академии изобразительных искусств в Праге, брал частные уроки в Вене у Фердинанда Георга Вальдмюллера.

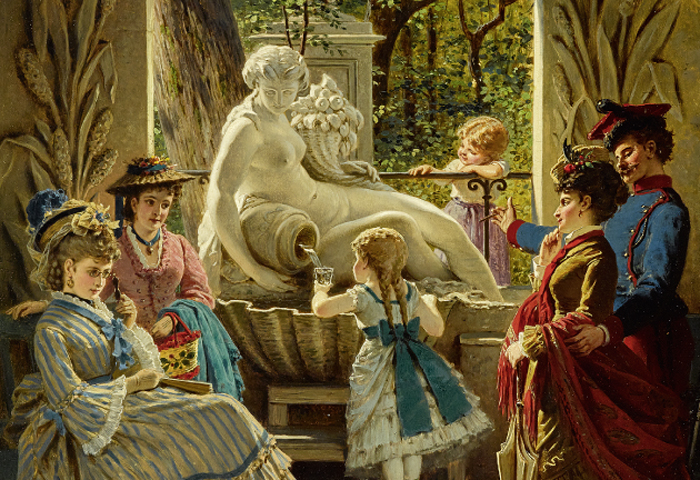
У красивого фонтана

Совершил ряд ознакомительных поездок. Работал как портретист в Вене. Среди его заказчиков был император Франц Иосиф I, миниатюрный портрет, которого художник создал на слоновой кости. Частыми объектами его портретов были дети и красивые женщины. Кроме того, Эберт также занимался пейзажной живописи в окрестностях Вены.
Член Ассоциация художников Вены с 1862 года.
|                   |  |  |  |
| Картины А. Эберта |  |  |  |